# Вірменське князівство Закарідів
40°30′27″ пн. ш. 43°34′22″ сх. д. / 40.5075° пн. ш. 43.5728° сх. д.

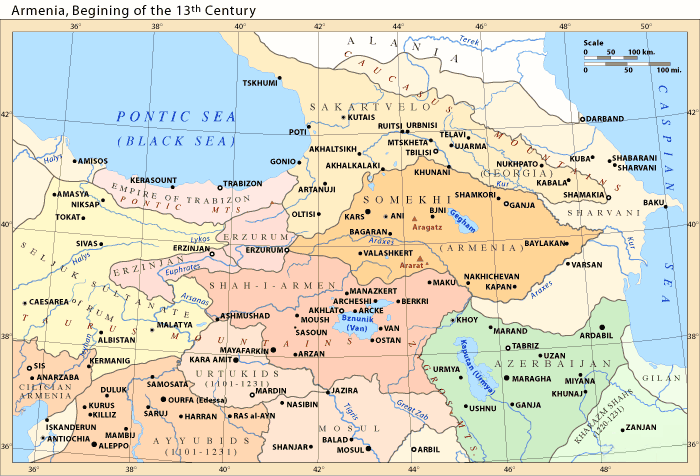
Закарідська Вірменія в складі Грузинського царства (помаранчевим кольором), держава Шах-Арменідів (рожевим в центрі) і сусідні країни на початку XIII століття

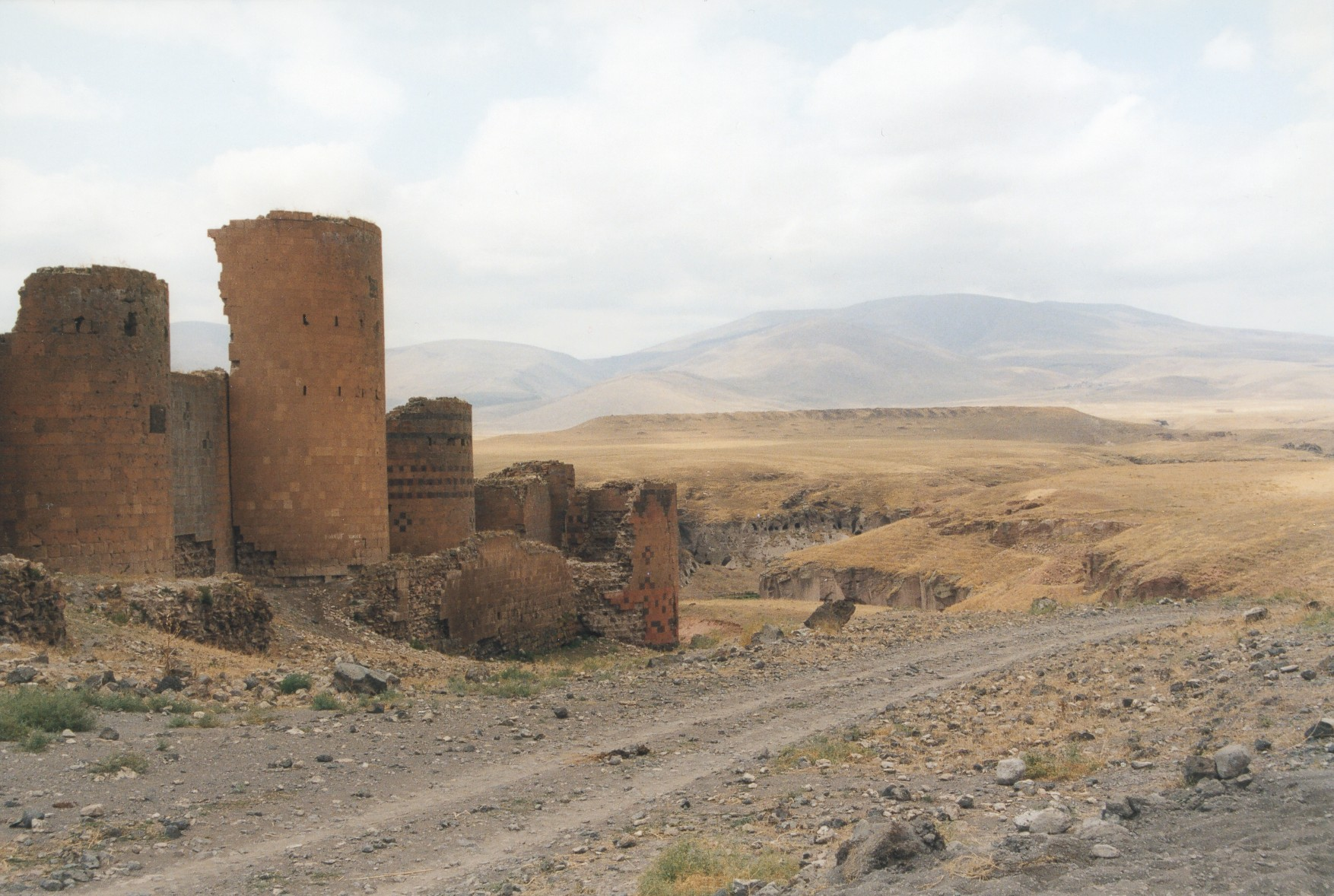
Руїни міських стін і оборонних веж міста Ані

Вірменське князівство Закарідів (вірм. Զաքարյան Հայաստան — історична вірменська держава на території Вірменського нагір'я, яка існувала в період з 1201 по 1360 рік. Князівство Закарідів входило до складу Грузинського царства, однак користувалося широкою внутрішньою автономією.

## Передісторія
У 1045 році велика частина вірменських земель, які входили до Анійського царства була захоплена Візантією. Після цього Вірменія піддалася вторгненню сельджуків. У 1048 році Тогрул-бек вторгся до Вірменії. Сельджуки захопили Арзні, недалеко від Ерзурум. У 1049 році, під час захоплення Ерзурума, населення міста постраждало від жорстокої різанини. У 1071 році візантійська армія зазнала жорстокої поразки від сельджуків в битві біля Манцикерту на території Вірменії. Після цього сельджуки захопили частину Вірменії та більшу частину Анатолії, за висловом Михайла Сирійця, «Здобувши цю велику перемогу, тюрки взяли гору над усією Вірменією». Тільки кілька вірменських держав зберегли свою незалежність завдяки визнанню васалітету. Після першого хрестового походу (1096—1099) сельджуки втратили Палестину, Сирію, прибережні області Малої Азії і Грузію. Після смерті Мелік-шаха (1092), влада сельджуків на місцях поступово згасала і знаходилася в руках місцевих правителів Атабеків. В цей же час Грузія об'єднана царем Давидом IV Будівничим почала відвойовувати у мусульман території. У 1110 році грузини оволоділи містом-фортецією Самшвілде. Після цього сельджуки поступилися більшою частиною Нижньої Картлі. В 1115 році вони втратили Руставі. У Південній Грузії сельджуки також зазнали поразки від грузинів. У 1118 році грузини заволоділи фортецією Лорі, яка була центром вірменського Лорійського (Ташир-Дзорагетського) царства. 20 серпня 1124 року до Давида прибули посли з населеного вірменами міста Ані. Вони скаржилися царю на утиски з боку мусульман і пообіцяли допомогу в заволодінні містом. Давид відправив для захоплення Ані армію з 60 000 чоловік. Місто було захоплене практично без опору через те, що християни відчинили ворота міста. Північна Вірменія, таким чином, була анексована і включена до складу Грузинського царства.

## Рід Закарінів
Ймовірно, рід Закарідів або Мхаргрдзелі-Закарянів був курдського походження. Їхні предки прийняли християнство в період перебування на службі у вірменських князів Лорі в Ташир-Дзорагетському царстві. Згідно «Dictionary of the Middle Ages» «численні написи Закарідів не залишають сумнівів в тому, що вони вважали себе вірменами». В 1118 році землі Ташир-Дзорагетського царства були приєднані до Грузії.

## Історія
У 1174 році представник роду Закарідів Соргіс або Саркіс Довгорукий, разом з Іване Орбеліані, був призначений грузинським царем Георгієм III правителем Ані. В 1185 році землі Лорі перейшли до Закарідів, про що свідчить середньовічний грузинський літописець: 
 Соргіса Захарій Мхаргрдзелі, який сидів на місці вірменських царів, володарів Лорі. 
 Під час правління цариці Тамари сини Саркіса — Іване і Закаре займали високі пости. Закаре був призначений головнокомандувачем (амірспасаларом) армії Грузії. Іване був начальником палацових служб (атабек) і відповідав за виховання спадкоємця монарха. Іване і Закаре були призначені правителями звільненого Ані. В 1195 році Іване розбив сельджуків в Шамхорській битві після чого була взята вірменська область Гегаркуник. Кіракос Гандзакеці, історик XIII століття, пише: 
 Закарія був воєначальником грузинського і вірменського війська, підвладного грузинському царю, а Іване був на посаді атабека. Вони відзначилися великою відвагою в боях: завоювали і взяли собі безліч областей вірменських, якими володіли перси і мусульмани, — гавари, розташовані навколо моря Гегаркуні, Ташир, Айрарат, місто Бжні, Двін, Амберд, місто Ані, Карс, Вайоц-Дзор, область Сюнійську та прилеглі фортеці, міста і гавари. 
 Під заступництвом Грузинського царства, було створено васальне князівство Закарідів. Закаріди змогли звільнити від сельджуків всю Східну Вірменію і більшу частину центральної Вірменії. Васалами Закарідів стали вірменські роди Вачутян, Орбелян, Хахбакян, Гасан-Джалалян і ін., правлячі в різних частинах Східної Вірменії.
У період правління Закарянів у Вірменії встановився економічний і культурний підйом. Було відновлено багато зруйнованих міст, знову почала процвітати зовнішня і внутрішня торгівля. Були споруджені або реконструйовані численні церкви та монастирі — напр. Гошаванк, Агарцин, Кечаріс, Гегард та ін. У Санаїні знаходиться усипальниця Іване Закаряна, який був і залишився послідовником Вірменської Апостольської Церкви.
Однак уже в 1236—1243 роках Закавказзя було захоплено монголами. Лише вірменські князівства Хачен в Нагірному Карабасі і Сюнік в Зангезуре залишалися незалежним.